# Fred A. Huber Trophy
Fred A. Huber Trophy byla hokejová trofej udělovaná každoročně nejlepší klub základní části ligy IHL. Původní název pro trofej nesl J. P. McGuire Trophy, majitel automobilů v Detroitu, a rovněž sponzora. V roce 1954 byla trofej  přejmenována po Fredu Huberovi, zakladatel hokejové ligy International Hockey League (1945–2001). 24. září 2007 byla trofej podruhé přejmenována na Huber Trophy, jako pocta bývalé ligy IHL (1945-2001).

## Vítěz
| J. P. McGuire Trophy | J. P. McGuire Trophy      | J. P. McGuire Trophy |
| Sezóna               | Tým                       | Body                 |
| -------------------- | ------------------------- | -------------------- |
| 1946–47              | Windsor Staffords         | 37                   |
| 1947–48              | Windsor Hettche Spitfires | 39                   |
| 1948–49              | Toledo Mercurys           | 48                   |
| 1949–50              | Sarnia Sailors            | 55                   |
| 1950–51              | Grand Rapids Rockets      | 84                   |
| 1951–52              | Grand Rapids Rockets      | 64                   |
| 1952–53              | Cincinnati Mohawks        | 90                   |
| 1953–54              | Cincinnati Mohawks        | 96                   |
| Fred A. Huber Trophy |                           |                      |
| Sezóna               | Tým                       | Body                 |
| 1954–55              | Cincinnati Mohawks        | 81                   |
| 1955–56              | Cincinnati Mohawks        | 92                   |
| 1956–57              | Cincinnati Mohawks        | 101                  |
| 1957–58              | Cincinnati Mohawks        | 91                   |
| 1958–59              | Louisville Rebels         | 71                   |
| 1959–60              | Fort Wayne Komets         | 102                  |
| 1960–61              | Minneapolis Millers       | 102                  |
| 1961–62              | Muskegon Zephyrs          | 88                   |
| 1962–63              | Fort Wayne Komets         | 75                   |
| 1963–64              | Toledo Blades             | 86                   |
| 1964–65              | Port Huron Flags          | 91                   |
| 1965–66              | Muskegon Mohawks          | 97                   |
| 1966–67              | Dayton Gems               | 91                   |
| 1967–68              | Muskegon Mohawks          | 98                   |
| 1968–69              | Dayton Gems               | 91                   |
| 1969–70              | Muskegon Mohawks          | 100                  |
| 1970–71              | Muskegon Mohawks          | 91                   |
| 1971–72              | Muskegon Mohawks          | 100                  |
| 1972–73              | Fort Wayne Komets         | 99                   |
| 1973–74              | Des Moines Capitols       | 96                   |
| 1974–75              | Muskegon Mohawks          | 99                   |
| 1975–76              | Dayton Gems               | 104                  |
| 1976–77              | Saginaw Gears             | 91                   |
| 1977–78              | Fort Wayne Komets         | 97                   |
| 1978–79              | Grand Rapids Owls         | 109                  |
| 1979–80              | Kalamazoo Wings           | 99                   |
| 1980–81              | Kalamazoo Wings           | 114                  |
| 1981–82              | Toledo Goaldiggers        | 111                  |
| 1982–83              | Toledo Goaldiggers        | 113                  |
| 1983–84              | Fort Wayne Komets         | 112                  |
| 1984–85              | Peoria Rivermen           | 105                  |
| 1985–86              | Fort Wayne Komets         | 112                  |
| 1986–87              | Fort Wayne Komets         | 104                  |
| 1987–88              | Muskegon Lumberjacks      | 126                  |
| 1988–89              | Muskegon Lumberjacks      | 121                  |
| 1989–90              | Muskegon Lumberjacks      | 116                  |
| 1990–91              | Peoria Rivermen           | 121                  |
| 1991–92              | Kansas City Blades        | 116                  |
| 1992–93              | San Diego Gulls           | 132                  |
| 1993–94              | Las Vegas Thunder         | 115                  |
| 1994–95              | Denver Grizzlies          | 120                  |
| 1995–96              | Las Vegas Thunder         | 122                  |
| 1996–97              | Detroit Vipers            | 122                  |
| 1997–98              | Long Beach Ice Dogs       | 115                  |
| 1998–99              | Houston Aeros             | 121                  |
| 1999-00              | Chicago Wolves            | 114                  |
| 2000–01              | Grand Rapids Griffins     | 113                  |